# اچ‌ام‌اس بنگور (ام۱۰۹)
اچ‌ام‌اس بنگور (ام۱۰۹) (به انگلیسی: HMS Bangor (M109)) یک کشتی است که طول آن 52.5 m می‌باشد. این کشتی در سال ۱۹۹۹ ساخته شد.